# Krzywdy (województwo podkarpackie)
Krzywdy – wieś w Polsce położona w województwie podkarpackim, w powiecie niżańskim, w gminie Jeżowe.
| SIMC    | Nazwa   | Rodzaj    |
| ------- | ------- | --------- |
| 0795608 | Kąty    | część wsi |
| 0795614 | Ludwiki | część wsi |

W latach 1975–1998 miejscowość administracyjnie należała do województwa tarnobrzeskiego.
W 2001 powstała Ochotnicza Straż Pożarna w Krzywdach.